# Otto Hunsche
Otto Hunsche (15 de septiembre de 1911-2 de septiembre de 1994) fue un oficial alemán perteneciente a la SS nazi, activo durante el Holocausto judío en la Segunda Guerra Mundial.
Hunsche fue miembro de la Sección IVB4, bajo las órdenes directas de Adolf Eichmann en Hungría en 1944. Tuvo el grado de SS Hauptsturmführer (Capitán). 
Fue arrestado en Fráncfort del Meno en 1957, pero liberado en 1959. Arrestado nuevamente en noviembre de 1960 y acusado del asesinato de 1,200 personas por el Tribunal de Justicia de Fráncfort del Meno en abril de 1962. Fue condenado en febrero de 1965, pero se consideró que ya había cumplido su condena por el tiempo en prisión y fue liberado.
No se tiene información sobre su vida posterior. Murió en 1994.